# Ernst Eisenmayer
Ernst Eisenmayer (geboren am 18. September 1920 in Wien; gestorben am 27. März 2018 ebenda) war ein österreichischer Maler und Bildhauer.

## Leben
Ernst Eisenmayer wuchs in Wien in einfachen Verhältnissen auf. Mit 18 Jahren wurde er bei der missglückten Flucht aus Wien nach dem Anschluss Österreichs im Jahr 1938 verhaftet, deportiert und im KZ Dachau interniert. Ein Kurzfilm von Frances Lloyd über das frühe Schaffen Eisenmayers, der 2009 im London Jewish Museum of Art im Rahmen der Ausstellung Forced Journeys, Artists in Exile in Britain 1933–45 gezeigt wurde, beinhaltet auch eine Schilderung Eisenmayers über seine Deportation am Hauptbahnhof in München:

“I looked around and tried to find whether anybody would show any sign of sympathy. There was no one. And this is still one of my worst experiences, worse than all the insults and hitting and so on. There was not a single person that showed any sympathy or any interest. They turned away.”

„Ich sah mich um und versuchte herauszufinden, ob irgendjemand irgendein Zeichen der Sympathie zeigen würde. Da war niemand. Und das ist immer noch eine meiner schlimmsten Erfahrungen, schlimmer als die Beleidigungen und die Schläge und so weiter. Da war nicht eine einzige Person, die Sympathie oder Interesse zeigte. Sie drehten sich weg.“

1939 gelang Eisenmayer nach seiner Entlassung die Flucht nach England. Dort wurde er ab 1940 in fünf verschiedene britische Internierungslager gebracht, unter anderem nach Onchan auf der Isle of Man, wo er Objekte für Lagerausstellungen anfertigte und für die Lagerzeitung schrieb. Seine dort entstandene Zeichnung „Violinist at Onchan“ wurde später als Motiv einer Briefmarke der Isle of Man herausgegeben. Später arbeitete er vorübergehend hauptsächlich als Werkzeugmacher; ab 1944 stellte er erstmals im Rahmen einer Ausstellung über österreichische Kunst im Exil aus und studierte 1946/47 Kunst am Camberwell College of Arts. Neben Gemälden in seiner frühen Zeit fertigte er später auch Skulpturen an und arbeitete mit geschweißtem Stahl, Bronze und Stein. Die Kuratorin Rachel Dickinson bezeichnete seine Werke in der Ausstellung im Jewish Museum of Art als „größte ästhetische Offenbarung“.
1975 verließ Eisenmayer England, lebte bis 1988 in Italien und anschließend bis 1996 in Amsterdam. Vorübergehend kehrte er nach Österreich zurück und wohnte im Maimonides-Zentrum, einem jüdischen Altersheim, in Wien.

## Autobiografie
- A Strange Haircut, A round about story of leaving Vienna 1938/39, Amsterdam 2008.